# Tigeaux
Tigeaux és un municipi francès, situat al departament de Sena i Marne i a la regió de Illa de França. L'any 2007 tenia 374 habitants.
Forma part del cantó de Serris, del districte de Meaux i de la Comunitat de comunes Pays Créçois.

## Demografia

### Població
El 2007 la població de fet de Tigeaux era de 374 persones. Hi havia 128 famílies, de les quals 28 eren unipersonals (16 homes vivint sols i 12 dones vivint soles), 28 parelles sense fills, 60 parelles amb fills i 12 famílies monoparentals amb fills.
La població ha evolucionat segons el següent gràfic:
Habitants censats

### Habitatges
El 2007 hi havia 174 habitatges, 142 eren l'habitatge principal de la família, 17 eren segones residències i 15 estaven desocupats. 171 eren cases i 2 eren apartaments. Dels 142 habitatges principals, 128 estaven ocupats pels seus propietaris, 11 estaven llogats i ocupats pels llogaters i 3 estaven cedits a títol gratuït; 14 tenien dues cambres, 23 en tenien tres, 50 en tenien quatre i 55 en tenien cinc o més. 116 habitatges disposaven pel capbaix d'una plaça de pàrquing. A 60 habitatges hi havia un automòbil i a 76 n'hi havia dos o més.

### Piràmide de població
La piràmide de població per edats i sexe el 2009 era:
| Homes | Edats   | Dones |
| ----- | ------- | ----- |
| 0     | 95 o +  | 0     |
| 0     | 90 a 94 | 4     |
| 0     | 85 a 89 | 0     |
| 0     | 80 a 84 | 0     |
| 4     | 75 a 79 | 8     |
| 0     | 70 a 74 | 0     |
| 4     | 65 a 69 | 8     |
| 8     | 60 a 64 | 4     |
| 8     | 55 a 59 | 16    |
| 32    | 50 a 54 | 28    |
| 12    | 45 a 49 | 16    |
| 16    | 40 a 44 | 8     |
| 16    | 35 a 39 | 20    |
| 8     | 30 a 34 | 4     |
| 20    | 25 a 29 | 12    |
| 16    | 20 a 24 | 0     |
| 12    | 15 a 19 | 12    |
| 16    | 10 a 14 | 8     |
| 16    | 5 a 9   | 8     |
| 4     | 0 a 4   | 4     |

## Economia
El 2007 la població en edat de treballar era de 273 persones, 208 eren actives i 65 eren inactives. De les 208 persones actives 191 estaven ocupades (106 homes i 85 dones) i 17 estaven aturades (6 homes i 11 dones). De les 65 persones inactives 20 estaven jubilades, 24 estaven estudiant i 21 estaven classificades com a «altres inactius».

### Ingressos
El 2009 a Tigeaux hi havia 142 unitats fiscals que integraven 366,5 persones, la mediana anual d'ingressos fiscals per persona era de 23.749 €.

### Activitats econòmiques
Dels 12 establiments que hi havia el 2007, 1 era d'una empresa alimentària, 1 d'una empresa de fabricació de material elèctric, 1 d'una empresa de construcció, 3 d'empreses de comerç i reparació d'automòbils, 1 d'una empresa d'informació i comunicació, 3 d'empreses de serveis, 1 d'una entitat de l'administració pública i 1 d'una empresa classificada com a «altres activitats de serveis».
L'únic servei als particulars que hi havia el 2009 era un guixaire pintor.

## Equipaments sanitaris i escolars
El 2009 hi havia una escola elemental integrada dins d'un grup escolar amb les comunes properes formant una escola dispersa.

## Poblacions properes
El següent diagrama mostra les poblacions més properes.